# Nationellt kliniskt kunskapsstöd
Nationellt kliniskt kunskapsstöd är ett svenskt digitalt medicinskt beslutsstöd anpassad för personal i primärvården. Sidan kan användas I mötet med patient när det är lämpligt med lättillgänglig och tydlig information. Innehållet ska göras tillgängligt internt via en plattform utvecklad av Inera och ligger även uppe i hemsideformat på internet.
Beslutsstödet ägs av Sveriges regioner och sammanställs av väletablerade lokala kunskapsstöd i Region Stockholm, Region Jönköpings län och Region Skåne. De revideras av utsedda ämnesgrupper i landets sex sjukvårdsregioner.

## Källhänvisningar
1. ↑  ”Befintligt stöd och tjänster , digitalisering”. skr.se. Arkiverad från originalet den 23 januari 2022. https://web.archive.org/web/20220123183611/https://skr.se/skr/naringslivarbetedigitalisering/digitalisering/ledningstyrningorganisationdigitalisering/samarbeteskrineraadda/befintligtstodochtjanster.14471.html. Läst 23 januari 2022.
2. ↑  ”Nationellt kliniskt kunskapsstöd”. nationelltklinisktkunskapsstod.se. Arkiverad från originalet den 22 januari 2022. https://web.archive.org/web/20220122185758/https://nationelltklinisktkunskapsstod.se/om. Läst 22 januari 2022.